# Седобородая пустельга
Седоборо́дая пустельга́, или австрали́йская пустельга́ (лат. Falco cenchroides), — вид хищных птиц рода соколов. Выделяют два подвида. Один из самых маленьких соколов, широко распространённый и обычный в Австралии и Новой Гвинее.

## Внешний вид
Седобородая пустельга — мелкий и изящный сокол, размером с голубя, с длиной тела 28—35 см и размахом крыльев 66—78 см. Половой диморфизм выражен слабо, самцы весят от 121 до 195 г; самки немного крупнее и весят от 115 до 273 г.
Взрослые птицы имеют рыжевато-коричневую спину и крылья с тёмными пестринами. Хвост длинный, рыжий с широкой чёрной субтерминальной полосой и белым кончиком. Брюшная сторона тела светлая, охристо-кремовая с редкими тёмными пестринами на груди и брюхе. Голова бледно-рыжая с тёмными пестринами на макушке и характерными «усами» — вертикальными полосами тёмного цвета на щеках. Клюв серовато-чёрный, восковица и ноги жёлтые. Отличительным признаком является бледная, почти белая «борода» на горле и передней части шеи, откуда и происходит русское название вида.
Молодые птицы похожи на взрослых, но имеют более тусклое оперение, более обильные пестрины на брюшной стороне и полосатый хвост без чёткой предвершинной полосы. Радужная оболочка глаз коричневая у взрослых и сероватая у молодых птиц.

## Распространение и места обитания
Седобородая пустельга широко распространена в Австралии, Новой Гвинее и на прилегающих островах, включая остров Рождества, Новую Зеландию (залёты) и Новую Каледонию (редко гнездится). В Австралии вид встречается практически на всем материке, за исключением густых лесов и пустынных районов глубинных частей материка.
Населяет разнообразные открытые ландшафты: степи, саванны, сельскохозяйственные угодья, пастбища, полупустыни, города и пригороды. Предпочитает места с редкой древесной и кустарниковой растительностью, полянами, выходами скал и другими открытыми пространствами, обеспечивающими хороший обзор для охоты. Часто встречается вблизи человеческого жилья, на окраинах городов, в парках и садах.

## Образ жизни и питание
Седобородая пустельга — активный хищник, охотящийся днём. Основу рациона составляют насекомые, особенно прямокрылые (саранча, кузнечики, сверчки) и жуки, а также пауки, земляные черви и мелкие позвоночные — грызуны, ящерицы, мелкие птицы. Охотится обычно с присады, высматривая добычу с возвышенного места (дерева, столба, крыши дома), или паря в воздухе на небольшой высоте, характерно трепеща крыльями («трясётся в воздухе»). Заметив добычу, стремительно пикирует вниз и схватывает её когтями. Может также подбирать насекомых с земли или ловить их в полёте.
Седобородые пустельги обычно охотятся поодиночке или парами, но в местах скопления добычи (например, во время нашествий саранчи) могут образовывать небольшие группы. Активны в течение светлого времени суток, но в жаркую погоду могут охотиться и в сумерках. Полёт быстрый и манёвренный, с частыми взмахами крыльев, характерно парение с трепетанием крыльев. Голос — высокий «ки-ки-ки» или «чек-чек-чек».

## Размножение
Сезон размножения зависит от региона и количества доступной пищи, обычно приходится на весну и лето (с августа по декабрь в Австралии). Моногамны, пары сохраняются в течение нескольких сезонов. Гнездятся отдельными парами или небольшими колониями. Гнездо устраивают в различных местах: в дуплах деревьев, расщелинах скал, на карнизах зданий, в старых гнёздах других птиц (например, ворон). Гнездо как таковое не строят, яйца откладывают прямо на грунт или подстилку из сухих растительных остатков.
В кладке обычно 3—5 яиц. Яйца белые или кремовые с густыми красно-коричневыми пятнами и крапинами. Инкубация длится около 26—29 дней, насиживает в основном самка, самец кормит её в это время. Птенцы оперяются примерно в возрасте 30—35 дней. Птенцов кормят оба родителя, отрыгивая им измельчённую пищу. Выводки остаются вместе с родителями ещё некоторое время после вылета из гнезда. Половая зрелость наступает в возрасте одного года.

## Охранный статус
Седобородая пустельга имеет обширный ареал и высокую численность популяции. Международный союз охраны природы (МСОП) присвоил виду охранный статус «Виды, вызывающие наименьшие опасения» (LC). Вид хорошо адаптируется к антропогенным ландшафтам и даже выигрывает от распашки земель, создающей благоприятные условия для охоты. Местами может быть обычной и даже численной птицей, особенно в сельскохозяйственных районах. Тем не менее, как и другие хищные птицы, седобородая пустельга подвержена негативному воздействию пестицидов и гибели на линиях электропередач.